# Christian Blatter

Christian Blatter (1997)

Christian Blatter (* 25. Juli 1935 in Basel; † 31. Mai 2021 in Greifensee ZH) war ein Schweizer Mathematiker.

## Werdegang
Blatter besuchte das humanistische Gymnasium in Basel und studierte von 1954 bis 1960 Mathematik an der Universität Basel, wo er 1960 bei Heinz Huber promoviert wurde (Über Extremallängen auf geschlossenen Flächen). Danach war er als Stipendiat des Schweizer Nationalfonds Assistent an der ETH Zürich und 1962 bis 1964 Visiting Assistant Professor an der Stanford University. 1964 wurde er Assistenzprofessor an der ETH Zürich, 1970 ausserordentlicher und 1979 ordentlicher Professor. 2000 emeritierte er an der ETH.
Er beschäftigte sich mit Analysis und Geometrie und schrieb ein dreibändiges Lehrbuch über Analysis.
Er war Mitglied der DMV, der American Mathematical Society und der Schweizerischen Mathematischen Gesellschaft, seit 1994 als Ehrenmitglied.

## Schriften
- Analysis, Springer Verlag, Heidelberger Taschenbücher 1973, 1974, 4. Auflage 1991, 1992, drei Bände
- Ingenieur-Analysis, Springer Verlag, 2. Auflage 1996, zwei Bände
- Wavelets - eine Einführung, Vieweg 1998, 2. Auflage 2003 (auch ins Englische übersetzt bei A. K. Peters 1998)
- Lineare Algebra für Ingenieure, Chemiker und Naturwissenschaftler, Hochschulverlag der ETH 1999
- Fraktale Geometrie, Elemente der Mathematik, Band 47, 1992, S. 62–75
- Über Kurven konstanter Breite, Elemente der Mathematik, Band 36, 1981, S. 105–115
- mit Günter M. Ziegler Euler's polyhedron formula - a starting point of today's polytope theory, Elemente der Mathematik, Band 62, 2007, S. 184–192
- Rationale duale Billards, Elemente der Mathematik, Band 56, 2001, S. 147–156
- Von den Keplerschen Gesetzen zu einer minutengenauen Sonnenuhr, Elemente der Mathematik, Band 49, 1994, S. 155–165